# 吉姆·奈哈德
吉姆·奈哈德（英語：Jim Neidhart，1955年2月8日—2018年8月13日），本名詹姆士·亨利·奈哈德（英語：James Henry Neidhart），是美國的職業摔角選手。吉姆·奈哈德最知名的時候是1980年代至1990年代於世界摔角聯盟，而他也與布雷特·哈特衛冕過兩次的WWF雙打冠軍。

## 冠軍及成就

### 新英格蘭職業摔角名人堂（英语：New England Pro Wrestling Hall of Fame）
- 新英格蘭職業摔角名人堂（2014年）[4]

### 職業摔角聯盟
- PWF重量級冠軍（一次）[5]

### 職業摔角畫報
- PWI 500-第61名（1994年）[6]
- PWI Years（個人）-第189名（2003年）[7]
- PWI Years（團體）-第37名（2003年；與布雷特·哈特）[8]

### 俄亥俄職業摔角
- PWO雙打冠軍（一次；與格雷格·瓦倫丁）

### 環球摔角聯盟
- UWA重量級冠軍（一次）

### 世界摔角聯盟
- WWF雙打冠軍（兩次；與布雷特·哈特）

### 摔角觀察通訊獎（英语：Wrestling Observer Newsletter awards）
- 年度最佳宿敵（1997年；與布雷特·哈特、歐文·哈特、英國牛頭犬及布萊恩·菲爾曼對上冷石·史蒂夫·奧斯汀）